# Charles Kenneth Scott Moncrieff
Charles Kenneth Michael Scott Moncrieff, né le 25 septembre 1889 à Weedingshall (Stirlingshire) en Écosse et mort le 28 février 1930 à Rome, est un auteur et traducteur britannique surtout connu pour sa traduction en anglais de l'œuvre monumentale de Proust, À la recherche du temps perdu; dont le titre devient d'après un sonnet de Shakespeare Remembrance of Things Past.

## Biographie
Charles Kenneth Scott Moncrieff est le troisième et dernier fils d'un juge écossais, William George Scott Moncrieff (1846–1927), et de son épouse, Jessie Margaret (1858–1936). Ses frères sont Colin William (1879–1943) (futur père de l'auteur et dramaturge George Scott Moncrieff), et John Irving (1881–1920). Il a très tôt le goût de la lecture par sa mère et apprend le français dès son premier âge par sa gouvernante belge wallonne. Il est élevé dans le strict calvinisme de l'Église d'Écosse.
En 1903, Scott Moncrieff est accepté au prestigieux Winchester College,. Il rencontre en 1907 Christopher Sclater Millard (en), bibliographe de Wilde et secrétaire particulier de Robert Baldwin Ross, exécuteur testamentaire d'Oscar Wilde.
C'est en 1908 qu'est publiée dans la revue littéraire de l'école éditée par lui sa première nouvelle Evensong and Morwe Song qui traite d'une liaison homosexuelle entre deux élèves dans une public school. La revue est suspendue par les autorités du collège. La nouvelle est publiée en 1923 par John Murray en cinquante exemplaire à usage privé et jamais éditée du vivant de Scott Moncrieff.
Après Winchester, il entre à l'université d'Édimbourg étudier le droit et les lettres anglaises. Il prépare ensuite un Master of Arts de littérature anglo-saxonne. Il fait la connaissance pendant ses études d'un undergraduate du Trinity College de Cambridge, Philip Bainbrigge, auteur de poésies homoérotiques qui deviendra enseignant. Il meurt au combat à Épehy en 1918.
Pendant la Première Guerre mondiale, Scott Moncrieff sert de 1914 à 1917 chez les Scottish Borderers sur le front Ouest, c'est-à-dire surtout dans le nord de la France. Il participe comme officier aux combats des Flandres. Il est gravement blessé à la bataille d'Arras du 23 avril 1917 et échappe de peu à l'amputation de la jambe gauche. Désormais, il va boiter toute sa vie. Il reçoit la Military Cross pour son attitude héroïque d'officier pendant la guerre des tranchées. En 1915, il s'est converti au catholicisme et trouve dans le sacrement de la confession un réconfort par rapport à son homosexualité, vécue avec remords. Il est enrôlé après sa sortie de l'hôpital en mars 1918 au ministère de la Guerre à Whitehall. Il écrit alors des articles pour la revue littéraire de G. K. Chesterton, New Witness. Il fait la connaissance, au mariage de Robert Graves et de Nancy Nicholson, en janvier 1918, du jeune poète de guerre Wilfred Owen, dont l'œuvre l'intéresse particulièrement. Scott Moncrieff tente de lui trouver un poste à Londres par le biais du ministère pour lui éviter de retourner au front, mais il n'y réussit pas et le jeune homme est tué au front.
Après la mort d'Owen, ses amis considèrent Scott Moncrieff avec suspicion, comme Osbert Sitwell et Siegfried Sassoon. Pendant les années 1920, Scott Moncrieff nourrit un sentiment de rancœur et une certaine rivalité à l'égard de Sitwell, qui le décrit de manière peu flatteuse sous les traits de « Mr. X », dans All At Sea. Scott Moncrieff réplique par son pamphlet The Strange and Striking Adventure of Four Authors in Search of a Character (1926), satire de la famille Sitwell.
Il fait la connaissance par l'intermédiaire de Noël Coward de Mrs Eva Astley Paston Cooper qui tient maison ouverte à Hambleton Hall dans les Midlands, pour discuter d'art et de littérature. Scott Moncrieff en devient habitué. C'est à elle qu'il dédie sa première traduction de Proust, Du côté de chez Swann. En 1919, il traduit du vieux français La Chanson de Roland avec une dédicace à Wilfred Owen. En 1921, sa traduction de Beowulf est remarquée par les cercles lettrés. Il travaille pendant un an comme secrétaire particulier d'Alfred Harmsworth (Lord Northcliffe), magnat de la presse et propriétaire du Times. Au bout d'un an, il rejoint l'équipe éditoriale. En 1923, il est obligé de s'installer en Italie pour raisons de santé. Il partage son temps entre Florence et Pise avant de choisir définitivement Rome en 1928. Il correspondait avec T. S. Eliot et E. R. Curtius. Evelyn Waugh aurait voulu lui servir de secrétaire.
Il meurt d'un cancer de l'estomac à l'hôpital du Calvaire de Rome, après avoir reçu les derniers sacrements. Il est enterré au cimetière de Campo Verano.

## Remembrance of Things Past
Scott Moncrieff publie le premier volume de sa traduction de Proust en 1922 (année de la mort de Proust), et continue son travail de traduction jusqu'à sa mort en février 1930. Le choix qu'il fait du titre en anglais, Remembrance of Things Past, n'est pas la traduction littérale de la version originale en français. Elle est tirée de la deuxième ligne du sonnet 30 de Shakespeare: When to the sessions of sweet silent thought / I summon up remembrance of things past.
À l'automne 1921, Scott Moncrieff a démissionné de son poste et s'est résolu à vivre de ses traductions et de ses travaux littéraires. Il a déjà publié avec succès sa Chanson de Roland (Song of Roland) et son Beowulf, et se met à l'énorme traduction d'À la recherche du temps perdu. Il obtient un contrat de la maison Chatto & Windus, éditeurs à Londres. Cependant Sydney Schiff, admirateur anglais de Proust, s'inquiète d'une annonce qui paraît le 9 septembre 1922 dans The Athenaeum: 
Messers Chatto & Windus, as publishers, and Mr. Scott Moncrieff, as author, have almost ready the first installment of M. Marcel Proust’s Remembrance of Things Past in the English translation. The title of this initial volume is 'Swann’s Way.'
Schiff se dépêche d'informer Proust que les titres de la version anglaise sont absolument déplacés et Proust, extrêmement perturbé, envisage de faire cesser la publication en anglais. Mais Swann's Way (Du côté de chez Swann) paraît comme prévu le 19 septembre 1922. « En dépit de sa maigre connaissance de l'anglais, Proust est quelque peu soulagé de la lecture difficile qu'il en fait et qui lui permet de percevoir dans un certain brouillard toute la beauté qui s'en dégage ». Les recensions que font les revues anglaises sont particulièrement louangeuses, saluant la traduction.
C'est ainsi que Proust écrit le 10 octobre 1922 à Scott Moncrieff pour le remercier et le complimenter, mais il critique de manière voilée certaines ambigüités. Il meurt un mois plus tard, le 18 novembre 1922.
Les volumes de la traduction de Scott Moncrieff paraissent au rythme suivant:
- II. Within a Budding Grove (1924)
- III. The Guermantes Way (1925)
- IV. Cities of the Plain (1928)
- V. The Captive (1929)
- VI. The Sweet Cheat Gone (1930)

C'est ainsi que de 1922 à 1981 (date de nouvelles traductions) sa version est la seule à avoir été connue de tout le monde anglophone.

## Œuvre
- Proust, The Remembrance of Things Past [volumes I à VI];
- Stendhal, The Red and The Black, The Charterhouse of Parma;
- Certaines pièces de Pirandello, et La Chanson de Roland (Song of Roland).
- Les lettres d'Abélard et Héloïse
- 1919 The Song of Roland (trad.)
- 1921 Widsith, Beowulf, Finnsburgh, Waldere, Deor (trad.)
- 1922 Proust, Remembrance of Things Past, vol I: Swann's Way Du côté de chez Swann (trad.)
- 1923 Marcel Proust: An English Tribute (éd)
- 1923 Le Satyricon de T. Petrone (éd. Abbey Classics) (introd.)
- 1924 Proust, Remembrance of Things Past, vol II: Within a Budding Grove (trad.)
- 1925 Les lettres d'Abélard et Héloïse (The Letters of Abelard & Héloïse) (trans.)
- 1925 Proust, Remembrance of Things Past, vol III: The Guermantes Way (trad.)
- 1926 Stendhal, L'Abbesse de Castro Abbess of Castro, & other Tales (trad.)
- 1926 Stendhal, Le Rouge et le Noir The Red & the Black (éd. Modern Library) (trad.)
- 1926 Pirandello, Shoot! (trad.)
- 1926 Stendhal, La Chartreuse de Parme Charterhouse of Parma (trad.)
- 1928 Stendhal, Armance (trad.)
- 1928 Pirandello, The Old & the Young, I vecchi e i giovani (2 vols) (trad.)
- 1928 de Biron, Mémoires du duc de Lauzun Memoirs of the Duc de Lauzun (trad.)
- 1929 Proust, Remembrance of Things Past, vols IV & V: Cities of the Plain (trad.)
- 1929 Proust, Remembrance of Things Past, vol VI: The Captive (trad.)
- 1929 Moncrieff, The Adventures of Zeloide & Amanzarifdine (éd & trad.)
- 1929 Bloch, --- & Co (trad.)
- 1930 Proust, Remembrance of Things Past, vol VII: The Sweet Cheat Gone (trad.)
- 1931 Memories & Letter (éd. Scott Moncrieff & Lunn)

## Prix littéraire
Le prix Scott Moncrieff, d'après le traducteur Charles Kenneth Scott Moncrieff, est un prix littéraire britannique annuel doté d'une somme de 2 000 £ couronnant des traductions du français à l'anglais.

## Crédit d'auteurs
- (en) Cet article est partiellement ou en totalité issu de l’article de Wikipédia en anglais intitulé « Charles Kenneth Scott Moncrieff » (voir la liste des auteurs).